# Operklosterneuburg

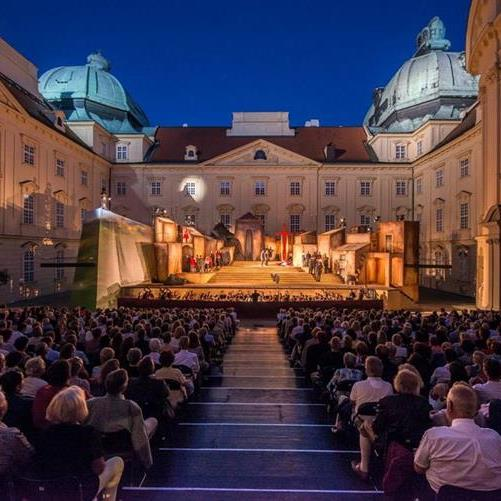
operklosterneuburg Kaiserhof

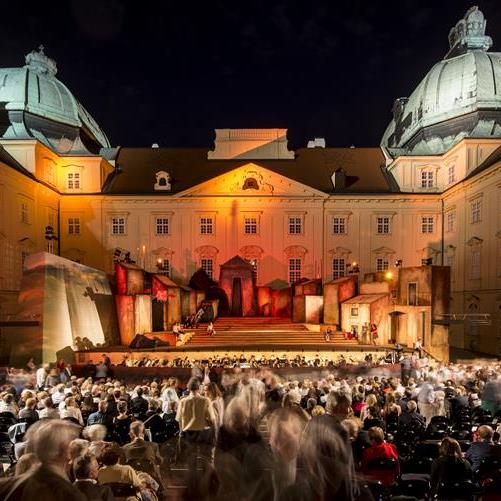
operklosterneuburg Kaiserhof

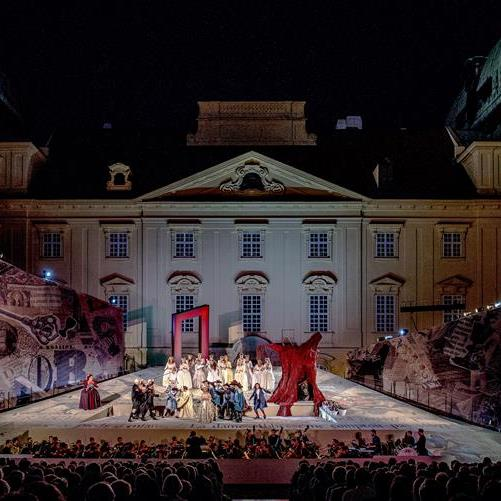
operklosterneuburg Kaiserhof Le Comte Ory

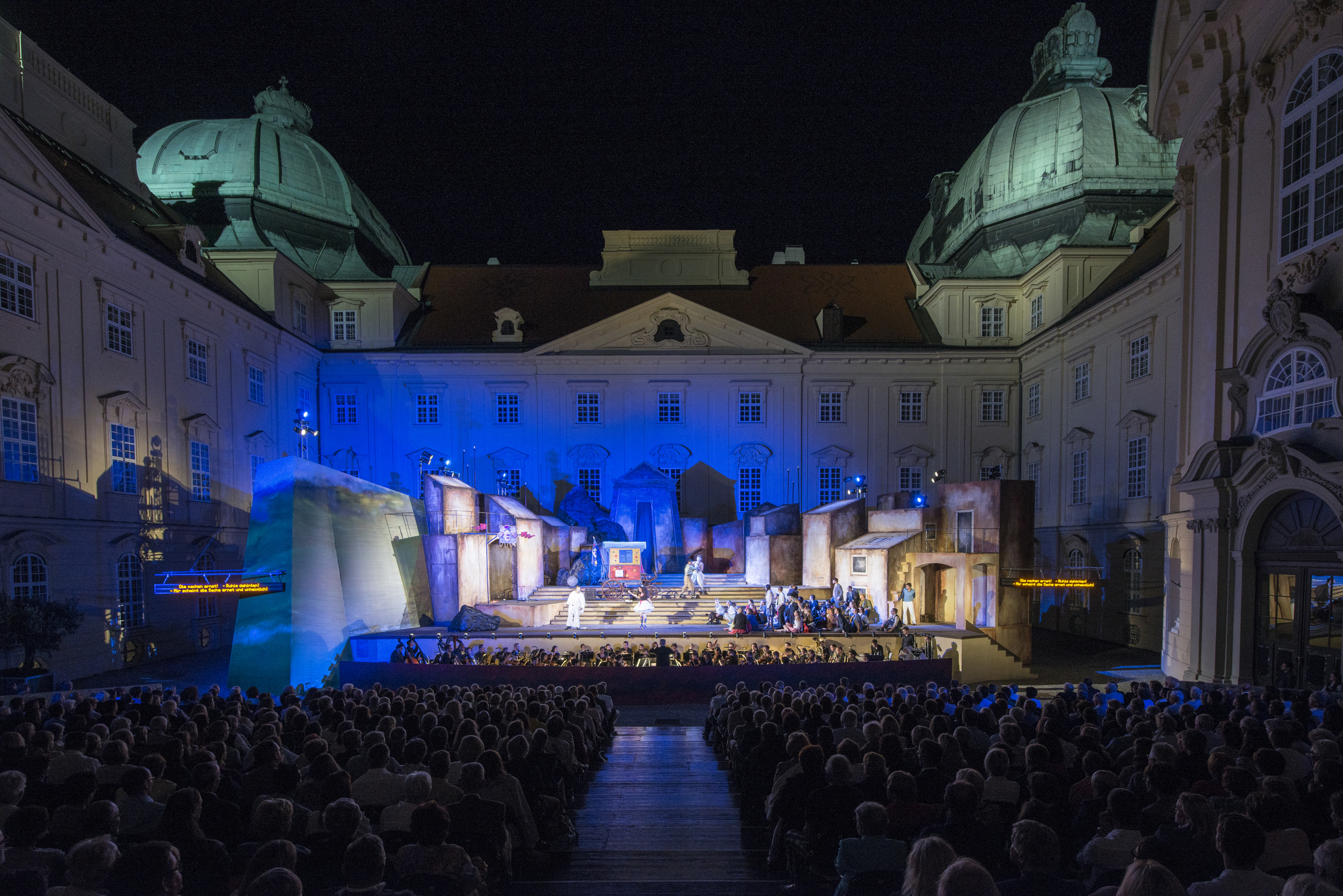
operklosterneuburg Kaiserhof

Die operklosterneuburg ist ein österreichisches Opernfestival, das jährlich im barocken Kaiserhof des Stiftes Klosterneuburg in Niederösterreich veranstaltet wird.

## Geschichte
Das Festival wurde 1993 von Alexander Hermann und Sonja Fletzberger gegründet und findet jeweils im Juli und August statt. Es stand ab 1998 unter der Leitung von Michael Garschall, dessen Vertrag im Dezember 2023 endete. Im Oktober 2024 wurde Peter Edelmann als Nachfolger von Garschall als Intendant vorgestellt.
Abweichend von anderen österreichischen Sommerfestivals verfolgt die Oper Klosterneuburg eine gemäßigt moderne Linie in ihren Inszenierungen. Es wirkten hier u. a. die Regisseure Max Augenfeld, Nikolaus Büchel, François de Carpentries, Michael Garschall, Isabella Gregor, Günther Groissböck, Andy Hallwaxx, Alexander Hauer, Jens-Daniel Herzog, Gernot Kranner (Kinderfassungen), Markus Kupferblum, Matthias Lutz, Henry Mason und Julian R. Pölsler, Michael Scheidl, Karl M. Sibelius, Kurt Sobotka, Matthias von Stegmann, Alexander Waechter. Die vergleichsweise sparsame Ausstattung ist eng auf die vorhandene Architektur abgestimmt. Die natürliche Akustik des Stiftshofes ermöglicht Gesang ohne Verstärkung und andere technische Manipulation. Für zahlreiche Solisten war ein Auftritt bei dem Festival Sprungbrett zu einer internationalen Karriere.
Als Orchester war anfangs meist die Tschechische Philharmonie unter Konstantin Schenk, Andreas Stöhr und Matthias Fletzberger zu hören. Seit 2000 ist die Sinfonietta Baden (seit 2017: Beethoven Philharmonie) verpflichtet, die unter verschiedenen Dirigenten – darunter Guido Mancusi (1997 bis 2000), Thomas Rösner (2001 bis 2003, 2014), Andrés Orozco-Estrada (2004 bis 2007), Enrico Calesso (2008 bis 2010), Vinzenz Praxmarer (2011) und Christoph Campestrini (2012, 2013, seit 2015) – mitwirkt.

## Repertoire
- 1994 Hänsel und Gretel von Engelbert Humperdinck
- 1995 Zar und Zimmermann von Albert Lortzing
- 1996 Die lustigen Weiber von Windsor von Otto Nicolai
- 1997 Gianni Schicchi von Giacomo Puccini und Abu Hassan von Carl Maria von Weber
- 1998 Der Barbier von Sevilla von Gioachino Rossini (u. a. mit Carsten Süss und Andreas Schagerl)
- 1999 Le nozze di Figaro von Wolfgang Amadeus Mozart (u. a. mit Frauke Schäfer, Markus Werba und Florian Boesch)
- 2000 Die Entführung aus dem Serail von Mozart (u. a. mit Kristiane Kaiser)
- 2001 La Cenerentola von Rossini (u. a. mit Annely Peebo)
- 2002 Der Liebestrank von Gaetano Donizetti (u. a. mit Eva Lind und Pavol Breslik)
- 2003 Die Zauberflöte von Mozart (u. a. mit Günther Groissböck und Adrian Eröd)
- 2004 Die verkaufte Braut von Bedřich Smetana (u. a. mit Sandra Trattnigg)
- 2005 L’italiana in Algeri von Rossini (u. a. mit Stella Grigorian)
- 2006 Hoffmanns Erzählungen von Jacques Offenbach (u. a. mit Bojidar Nikolov, Clemens Unterreiner)
- 2007 Fidelio von Ludwig van Beethoven (u. a. mit Marion Ammann, Clemens Unterreiner)
- 2008 Don Giovanni von Mozart (u. a. mit Klemens Sander, Netta Or, Iurie Ciobanu)
- 2009 Die Regimentstochter von Donizetti (u. a. mit Daniela Fally, Clemens Unterreiner)
- 2010 Carmen von Georges Bizet (u. a. mit Katarina Bradić, Bruno Ribeiro und Ana Puche Rosado)
- 2011 Le nozze di Figaro von Mozart (u. a. mit Zoe Nicolaidou und Thomas Tatzl)
- 2012 Don Pasquale von Donizetti (u. a. mit Marc-Olivier Oetterli, Chiara Skerath und Arthur Espiritu)
- 2013 Die lustigen Weiber von Windsor von Nicolai (u. a. mit Talia Or, Dshamilja Kaiser, Christian Hübner und Patrick Vogel)
- 2014 Die Zauberflöte (Jubiläum 20 Jahre operklosterneuburg) von Mozart (u. a. mit Antje Bitterlich, Ilker Arcayürek und Martin Achrainer)
- 2015 Rigoletto von Giuseppe Verdi (u. a. mit Daniela Fally, Arthur Espiritu, Paolo Rúmetz und Ilseyar Khayrullova)
- 2016
  - Cavalleria rusticana von Pietro Mascagni (u. a. mit Stella Grigorian, Stefania Toczyska, Bruno Ribeiro und Sebastian Holecek)
  - Der Bajazzo von Ruggero Leoncavallo (mit Eugenia Dushina, Zurab Zurabishvili, Clemens Unterreiner, Klemens Sander und Max. Mayer)
- 2017 Le comte Ory von Rossini (u. a. mit Iurie Ciobanu, Daniela Fally, Margarita Gritskova, Peter Kellner, Martin Achrainer, Caroline Wilson, Florina Ilie)
- 2018 La traviata von Giuseppe Verdi (u. a. mit Eugenia Dushina, Arthur Espiritu, Günter Haumer, Christiane Döcker, Oscar Rubén Oré Alarcón, Apostol Milenkov, Alexander Grassauer, Florian Köfler, Florina Ilie)
- 2019 Les contes d’Hoffmann von Jacques Offenbach (u. a. mit Florina Ilie, Daniela Fally, Zurab Zurabishvili, Clemens Unterreiner)
- 2021 La forza del destino von Giuseppe Verdi (u. a. mit Karina Flores, Margarita Gritskova, Anja Mittermüller, Zurab Zurabishvili, David Babayants, Matheus França, Marian Pop, Walter Fink)
- 2022 La Bohème von Giacomo Puccini (u. a. mit Clemens Kerschbaumer, Camille Schnoor, Kamilė Bonté, Thomas Weinhappel, Aleš Jenis, Dominic Barberi, Aleksandra Szmyd, Marc Olivier Oetterli)
- 2023 Don Carlo von Giuseppe Verdi (u. a. mit Karina Flores, Margarita Gritskova, Arthur Espiritu, Thomas Weinhappel, Günther Groissböck, Matheus França, Beniamin Pop)
- 2024 Norma von Vincenzo Bellini (u. a. mit Karina Flores, Arthur Espiritu, Margarita Gritskova, Benjamin Pop)
- 2025 Tosca von Giacomo Puccini (u. a. mit Federica Vitali, Fabián Lara, Serban Vasile, Karl Huml, Valentino Blasina, Kirill Sysoev, Horst Lamnek, Magnus Gudmundsson)